# Derzsy Domokos
Derzsy Domokos (Felsőboldogfalva, 1914. december 8. – Budapest, 1975. augusztus 5.) állatorvosdoktor, az állatorvos-tudományok kandidátusa (1961), az állatorvos-tudományok doktora (1974), patológus, mikrobiológus, immunológus, a nagyüzemi baromfitartás, a baromfibetegségek kiváló szakembere, címzetes egyetemi tanára.

## Életpályája
Elemi iskoláit Zsákán, a gimnáziumot a Sárospataki Református Kollégiumban végezte el 1933-ban. Állatorvosi tanulmányait a budapesti József Nádor Műszaki és Gazdaságtudományi Egyetem állatorvosi osztályán végezte el 1939-ben. 1939–1941 között a Phylaxia Szérumtermelő Rt.-nál a Sertéspestis és Diagnosztikai Osztályának tudományos munkatársa volt. 1940-ben állatorvosdoktorrá avatták. Az állatorvosi tisztivizsgája után (1941) rövid ideig járási állatorvos volt Gyergyótölgyesen. 1941–1944 között a kolozsvári Állategészségügyi Intézet tudományos munkatársa volt. 1944-ben családjával Budapestre költözött. 1944–1946 között a budapesti Országos Állategészségügyi Intézet tudományos munkatársa volt. 1945-ben a Ságvári Poliklinika kisegítő orvosa is volt. 1946–1948 között a Békéscsabai Szérumművek kutató állatorvosa volt. 1948–1950 között a  Phylaxia Állami Oltóanyagtermelő Intézet Vakcina Osztálya és a BOTE I. sz. Kórbonctani Intézete tudományos munkatársa volt. 1950–1957 között a Magyar Tudományos Akadémia Állatorvostudományi Kutatóintézetének tudományos munkatársa, 1957–1967 között tudományos osztályvezetője, 1967–1975 között igazgatója volt. 1962–1975 között a Magyar Tudományos Akadémia Állatorvos-tudományi Bizottsága tagja volt. 1967–1975 között az Acta Veterinaria nevű szakfolyóirat szerkesztő-bizottságának tagja volt. 1971–1975 között a Baromfitenyésztők Világszövetsége tagja illetve a magyar tagozat elnöke volt. 1972–1975 között az Avian Pathology című szakfolyóirat szerkesztő-bizottságának tagja volt. 1973–1975 között az Állatorvostudományi Egyetem címzetes egyetemi tanára volt.

### Munkássága
Tudományos érdeklődése úgyszólván valamennyi fertőző állatbetegségre kiterjedt. Több – nálunk addig ismeretlen – baromfibetegséget ő állapított meg elsőként. Kb. 100 tudományos közleményét magyar és külföldi szaklapokban is közzétette. Tudományos társaságok, egyesületek, hazai és külföldi szakbizottságok munkájába is bekapcsolódott.
Sírja a Farkasréti temetőben található (6/1-1-65).

## Családja
Szülei: Kerekes Zsuzsanna volt. Testvére: Derzsy László és Pusztai Béláné Derzsy Zsuzsanna. Nagybátyja: Derzsy Domokos, Zsáka község körállatorvosa. 1941-ben házasságot kötött Hidegkuti Gabriellával (1913–2000). Két fiuk született: Domokos (1942–) és Gábor (1944–).

## Művei
- Szemvizsgálatok juhokon (Egyetemi doktori értekezés is) (Közlemények az összehasonlító élettan és kórtan köréből. Budapest, 1940)
- Adatok a toxikus eredetű májelváltozások kóroktanához. – Pasteurella-törzsek immunbiológiai sajátosságai (Csontos Józseffel). – A Trichomonas fetus tiszta kinyerése. (Állatorvosi Lapok, 1943)
- Az ülemér. – Kerato-conjunctivitis infectiosa (Mezőgazdasági Szemle, 1943)
- Adatok a szopós malacok Aujeszky-féle betegségének kórbonctanához és kórélettanához (Csontos Józseffel; Mezőgazdasági Szemle, 1944)
- Baromfikolera elleni immunizálási kísérletek csapadékos oltóanyaggal (Elek Pállal és Prokopovitsch Ottóval; Magyar Állatorvosok Lapja, 1947)
- Pasteurella-fajok elkülönítése. – Az allergiás és serológiai malleuspróbák eredményének eltéréséről. Rosszindulatú daganatszerű myeloid tyúkleukosis (Elek Pállal; Magyar Állatorvosok Lapja, 1948)
- Általános lymphosarcomatosishoz hasonló lymphás leukosis sertésben (Elek Pállal; Magyar Állatorvosok Lapja, 1949)
- Újabb tapasztalatok a száj- és körömfájás vírus tulajdonságairól (Magyar Állatorvosok Lapja, 1951)
- A ragadós száj- és körömfájás vírusának tenyésztése (Magyar Állatorvosok Lapja, 1952)
- Vizsgálatok a sertés bőrgyulladásának oktanáról (Magyar Állatorvosok Lapja, 1953)
- Listeriosis fiatal libákban (Csontos Lászlóval és Tóth Baranyi Istvánnal; Magyar Állatorvosok Lapja, 1955; angolul: Acta Veterinaria, 1955)
- Veseelváltozások nephroso-nephritis előfordulási helyén gyűjtött atkákkal oltott macskákban (Babos Sándorral; Katonaorvosi Szemle, 1955)
- Állatok veseelváltozásainak értékelése a nephroso-nephritis kutatásban (Katonaorvosi Szemle, 1956)
- A jó minőségű libamáj előállításának kérdései ((Tóth-Baranyi Istvánnal; Baromfiipar, 1956)
- A leukosis jelentősége baromfitenyésztésünkben (Bamberger Károllyal és Elek Pállal. – Ornithosis baromfiállományokban (Magyar Állatorvosok Lapja, 1957)
- Az ornithosis (Magyar Állatorvosok Lapja, 1958)
- Csirkék agylágyulása E-vitamin hiánya miatt. – A csirkék fertőző ízületgyulladása (Tóth Baranyi Istvánnal; Magyar Állatorvosok Lapja, 1960)
- Az ornithosis jelentősége galambtenyésztésünkben (Magyar Állatorvosok Lapja, 1960 és Galambjaink, 1960)
- Tüdőgyulladást okozó ornithosis (Szécsényi Istvánnal és Várnai Györggyel; Orvosi Hetilap, 1960. 38.)
- A baromfikolera elleni védekezés lehetőségei (Baromfiipar, 1960)
- Vizsgálatok az ornithosis megállapítására és gyógykezelésére. Monográfia és kandidátusi értekezés is. 21 képpel és 11 táblázattal (Budapest, 1960)
- Növendék kacsák toxikus májgyulladása és májelfajulása (Mészáros Jánossal). – Az ornithosis közegészségügyi és állategészségügyi jelentősége, a védekezés lehetőségei. – A kacsák vírusos májgyulladása (Prokopovitsch Leóval és Tóth Baranyi Istvánnal (Baromfiipar, 1961)
- Salmonella Bareilly előfordulása baromfiban és vágóállatokban (Prohászka Lászlóval és Takács Jánossal) – A baromfi fertőzéses eredetű és táplálkozási hiányok okozta idegrendszeri betegségei (Magyar Állatorvosok Lapja, 1961)
- A mesterséges keltetés állategészségügyi szempontjai (Mezőgazdasági Világirodalom, 1962)
- A kacsák vírusos és toxikus májgyulladása (Magyar Állatorvosok Lapja, 1962)
- Baromfi-egészségtan (Budapest, 1963; 2. kiadás: 1966; 3. átdolgozott kiadás: 1976)
- Szokatlanul enyhe lefolyású baromfipestis járvány (Lomniczi Bélával; Magyar Állatorvosok Lapja, 1964)
- A baromfi légzőszervi betegségei és hatásuk a termelésre. Témadokumentáció (Mészáros Jánossal; Budapest, 1964)
- A baromfi takarmányozásának állategészségügyi kihatásai (Tudomány és Mezőgazdaság, 1965)
- Immunizálási vizsgálatok a baromfipestis La Sota és B1 jelzésű vakcinatörzseivel. (Magyar Állatorvosok Lapja, 1965)
- Baromfitenyésztők kézikönyve (Budapest, 1965)
- A tyúkok fertőző bronchitisének előfordulása Magyarországon (Lomniczi Bélával). – Vizsgálatok az ún. libainfluenza kóroktanáról (Szép Ivánnal és Szőke Ferenccel; Magyar Állatorvosok Lapja, 1966)
- A baromfi légzőszervi betegségei és az ellenük való védekezés (Agrártudományi Közlemények, 1967)
- A baromfitartás egyes gazdasági és állategészségügyi kérdései (Egyetemi jegyzet; Budapest, 1968)
- Az ún. libainfluenza egyes járványtani kérdései és a védekezés lehetőségei (Mészáros Jánossal; Magyar Állatorvosok Lapja, 1969)
- A kislibák vírusos betegségei (Baromfiipar, 1971)
- A víziszárnyasok fertőző betegségei elleni védekezés immunológiai kérdései (Szedő Máriával; Magyar Állatorvosok Lapja, 1973)
- A nagyüzemi baromfitartás állategészségügyi kérdései. Tudományos tevékenység tézisszerű összefoglalása (Doktori értekezés; Budapest, 1973)
- Az ún. libainfluenza kóroktana, a kórokozó rendszertani besorolása (Kisary Jánossal). – A baromfi fertőző betegségei elleni védekezés kialakulása (Kemény Andrással és Papócsi Lászlóval). – Az ún. libainfluenza elleni szikimmunitás járványtani jelentősége (Horváth Ervinnel és Kisary Jánossal) (Magyar Állatorvosok Lapja, 1975)
- Aktív immunizálási kísérletek a kislibák Derzsy-féle betegsége – libainfluenza– ellen. (Magyar Állatorvosok Lapja, 1977)

## Díjai
- az Agrártudományi Egyesület aranykoszorús jelvénye (1963)
- Munka Érdemrend ezüst fokozata (1966)
- Akadémiai Díj (1969)[8]
- Hutyra Ferenc-emlékérem (1973)[8]
- Munka Érdemrend arany fokozata (1975)